# OLMA Schweizer Messe für Landwirtschaft und Ernährung
Die OLMA Schweizer Messe für Landwirtschaft und Ernährung (bis 1945 Ostschweizerische Land- und Milchwirtschaftliche Ausstellung, 1946–2003 OLMA, Schweizer Messe für Land- und Milchwirtschaft) ist eine seit 1943 in der Regel jährlich durchgeführte landwirtschaftliche Messe in St. Gallen.

## Geschichte

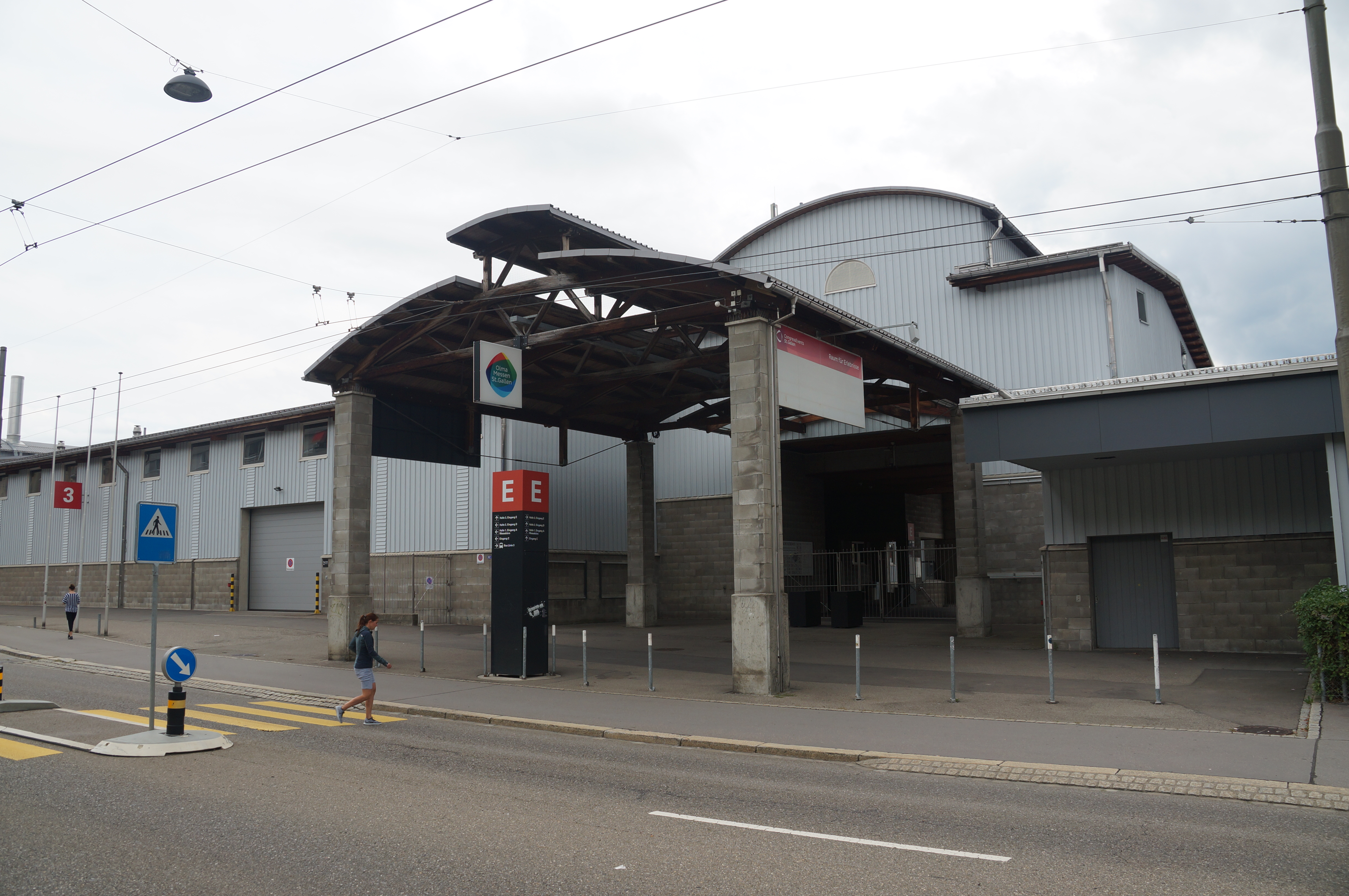
OLMA-Hallen

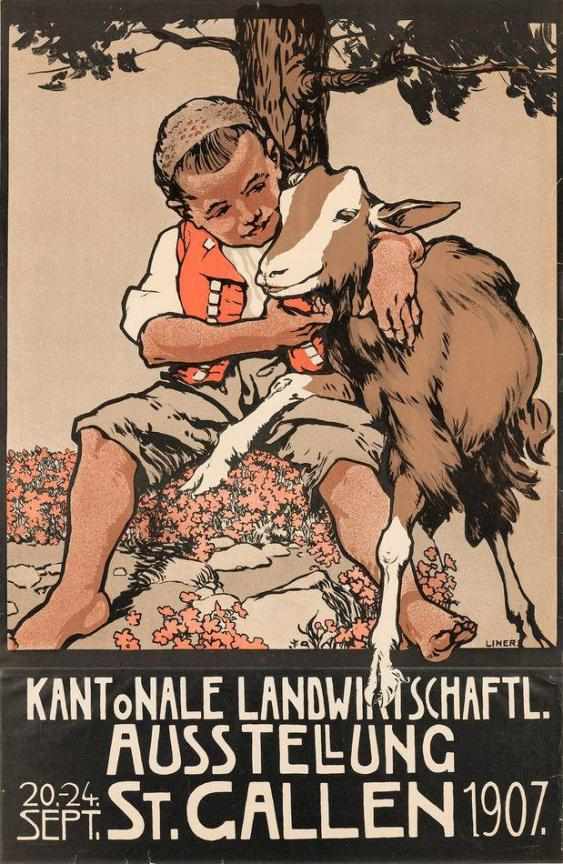
Werbeplakat für die kantonale landwirtschaftliche Ausstellung in St. Gallen vom 20.–24. September 1907, Plakat: Carl August Liner

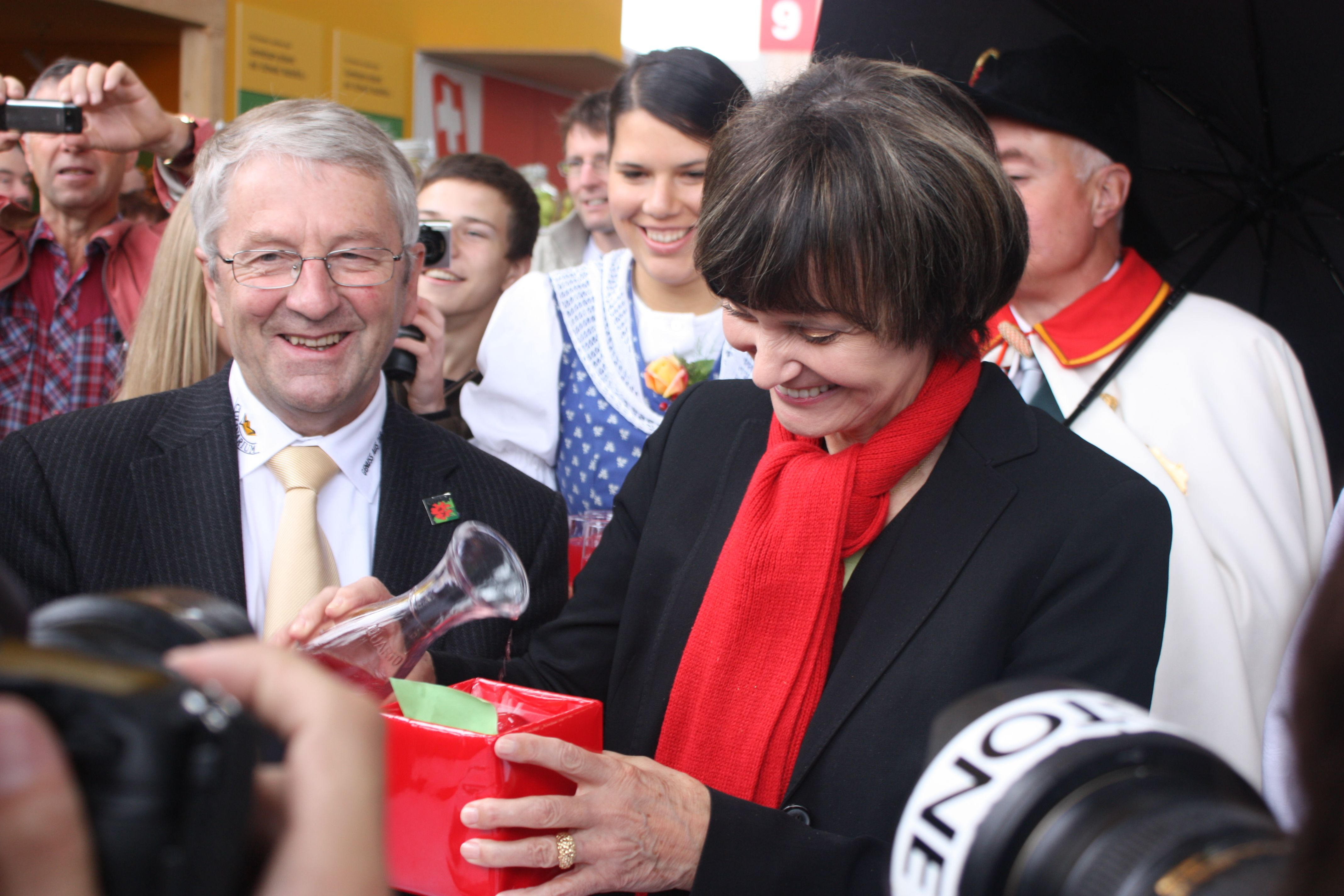
Hoher Besuch in St. Gallen: Micheline Calmy-Rey, damals Bundespräsidentin, besucht 2011 die Messe

Als historische Vorläufer der OLMA können die landwirtschaftlichen Ausstellungen angesehen werden, welche bereits in den Jahren 1853, 1888, 1907 und 1927 in St. Gallen stattfanden. Direkte Vorgänger sind die im Rahmen der Anbauschlacht durchgeführten landwirtschaftlichen Ausstellungen von 1942 (im Schützengarten) und 1943 (in der Tonhalle). Wobei das eigentliche Vorbild der Messe die Mustermesse Basel war. Man wollte eine regionale Messe für die landwirtschaftliche Bevölkerung erstellen, welche von den zentralen Veranstaltungen ungenügend erreicht wurde und begrenzte die Tätigkeit der OLMA „auf den Bedarf des ländlichen und städtischen Haushalts sowie auf die der Landwirtschaft und dem Handwerk dienenden Industrien und Gewerbe“. Bald danach erhielt die Messe grosse wirtschaftliche Bedeutung für die Region St. Gallen und darüber hinaus. 1944 wurde beschlossen, die OLMA Messen jährlich zu wiederholen. Bereits 1946 erhielt die OLMA die Anerkennung des Bundesrates als nationale Messe. Der Besuch eines Mitglieds der Landesregierung gehört seither zum Programm. 1964 wurde erstmals das Ausland, in diesem Fall die Vereinigten Staaten von Amerika, miteinbezogen. Aus diesem Grund wurde die «Ostschweizerische Land- und Milchwirtschaftliche Messe und Ausstellung» umbenannt in «OLMA, Schweizer Messe für Land- und Milchwirtschaft, St. Gallen». Mit der Überlassung des Areals und der Umgebung der ehemaligen Strafanstalt St. Jakob an die Genossenschaft OLMA im Juli 1962, wurden schliesslich die Bedingungen geschaffen, dass die notwendigen Bauwerke zur Durchführung der OLMA errichtet werden durften. Denn vorher fand die OLMA in den Grünanlagen, dem Kantonsschulpark sowie dem Grossmann-, Stadt- und Brühlpark statt. 1966 stammte ein grosser Teil der Besucher aus ländlichen Gebieten (65 %) oder aus der Stadt St. Gallen (12 %) und war überwiegend in den Branchen Landwirtschaft, Maschinen und Apparate sowie Nahrungs- und Genussmittel tätig.

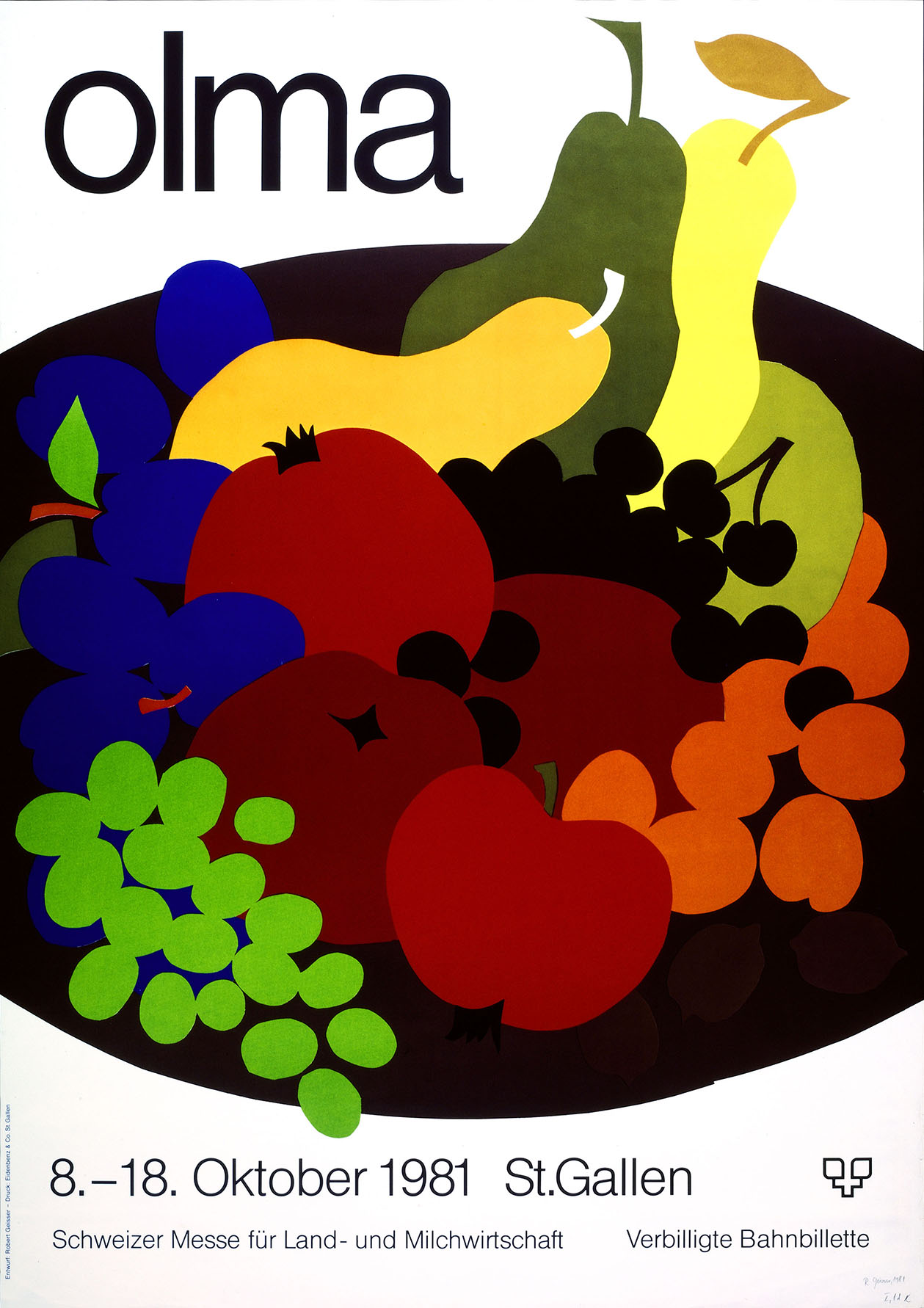
OLMA-Werbeplakat von 1981

Die Messe findet heute jährlich im Herbst im St. Galler OLMA-Messegelände statt und dauert elf Tage. Sie beginnt jedes Jahr am Donnerstag vor dem «Gallentag» (16. Oktober), dem Festtag des heiligen Gallus, des Stadtpatrons von St. Gallen. Zu den Attraktionen zählen der feierliche Umzug des Gastkantons/der Gastkantone am Samstag durch die Innenstadt vom Bahnhof zum Gelände, ein Jahrmarkt sowie ganz allgemein der Verzehr der OLMA-Bratwurst, einer St. Galler Spezialität. Jedes Jahr ist ein anderer Kanton der Schweiz Ehrengast und kann sich während des Umzuges und der Messe dem Publikum präsentieren. Die OLMA ist die mit Abstand grösste Publikumsmesse der Schweiz. Die nächstgrösseren Messen waren bzw. sind die Basler MUBA und die Berner BEA.
Seit 1978 gibt es, ebenfalls jährlich, eine zweite Publikumsmesse im Frühling: die Frühlings- und Trendmesse OFFA.
In der Nacht vom 22. auf den 23. Oktober 2000, wenige Stunden nach dem Abschluss der 58. Olma, wurde die Halle 7, die bislang als Degustationhalle gedient hatte und vollständig aus Holz gebaut war, mitsamt sämtlichem Inventar ein Raub der Flammen. Trotz des schnellen Eingreifens der Feuerwehr – das Hauptquartier der Berufsfeuerwehr St. Gallen befindet sich keine hundert Meter entfernt – war nichts mehr zu retten. Glücklicherweise konnte jedoch ein Übergreifen des Feuers auf benachbarte Gebäude verhindert werden und Menschen und Tiere kamen keine zu Schaden. Die Brandursache konnte nie geklärt werden.
2020 wurde die OLMA auf Grund der Covid-19-Pandemie abgesagt. 2021 war für den Zutritt ein Covid-Zertifikat erforderlich. Im August 2022 wurde bekannt, dass die Genossenschaft Olma Messen St.Gallen in eine Aktiengesellschaft umgewandelt werden soll. Die Darlehen von Stadt und Kanton, die während der Pandemie ausbezahlt wurden, sollen dabei bei der OLMA verbleiben. Die Aktien sollen rund 20 Millionen Franken einbringen. Die Änderung der Rechtsform erfolgte per 31. Dezember 2022, zusammen mit der Namensänderung zu Olma Messen St.Gallen AG.

## Themen

### Schwerpunkte
Ursprünglich hatte die OLMA vier thematische Schwerpunkte: Milchwirtschaft, Acker- und Obstbau, Gewerbe sowie gewerbliche Maschinen und Geräte einschliesslich der Verwendung von Gas, Elektrizität und Feuerung. Ausserdem wurde Vieh vorgeführt, prämiert und verkauft und landwirtschaftliche Nutzfahrzeuge angeboten. Die Messe ist in den letzten Jahrzehnten beständig gewachsen. Heute richtet sie sich an ein deutlich breiteres Publikum. Auch die Schwerpunkte der Veranstaltung wurden erweitert. Noch immer sind Kühe und Pferde Teil der Ausstellung, doch ist vom Rasenmäher über die Waschmaschine bis zum Mobiltelefon alles zu haben.

### Degustationshallen

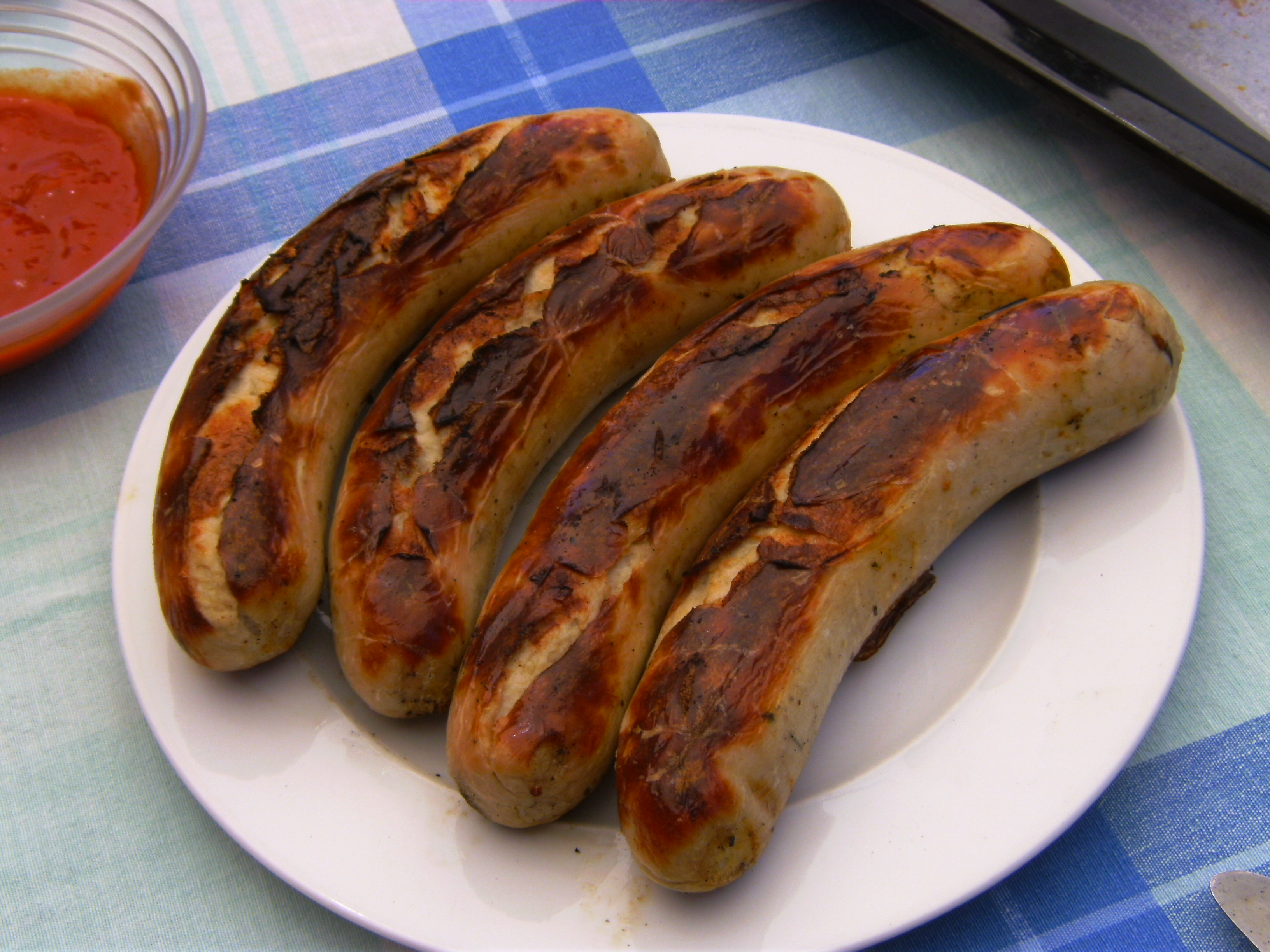
OLMA-Bratwürste

Grosse Bekanntheit haben die Degustationshallen 4 und 5, in denen von den Ausstellern Wein und Bier zur Degustation und zum Konsum angeboten werden. Alle grösseren Brauereien und viele Weinhändler aus der ganzen Schweiz sind vertreten.

### Brauchtum
Als traditionell landwirtschaftlich orientierte Veranstaltung hat auch heute das Brauchtum noch einen hohen Stellenwert. So finden regelmässig Trachtenschauen, Alphornkonzerte und Jodelkonzerte statt.

### Sonderschauen
Neben den regulären Ausstellern aus der Wirtschaft wird für besondere Ausstellungen und Präsentationen Platz zur Verfügung gestellt. So gibt es jedes Jahr eine Anzahl sogenannter Sonderschauen zu einem bestimmten Thema, etwa zu Biologischem Landbau, Pferderassen oder Ernährung. Im Jahr 2006 war die Schweizer Armee mit einer grossen Ausstellung vertreten.

## Statistik
| Nummer   | Jahr | Besucher 1 | Aussteller | Gastkanton/-region/-stadt/-land                  |
| -------- | ---- | ---------- | ---------- | ------------------------------------------------ |
| 1. OLMA  | 1943 | 91'500     | 150        |                                                  |
| 2. OLMA  | 1944 | 135'500    | 254        |                                                  |
| 3. OLMA  | 1945 | 198'000    | 298        |                                                  |
| 4. OLMA  | 1946 | 218'000    |            |                                                  |
| 5. OLMA  | 1947 | 192'000    | 462        |                                                  |
| 6. OLMA  | 1948 | 221'000    |            |                                                  |
| 7. OLMA  | 1949 | 231'000    |            |                                                  |
| 8. OLMA  | 1950 | 242'000    |            | Thurgau                                          |
| 9. OLMA  | 1951 | 248'000    |            | Schaffhausen                                     |
| 10. OLMA | 1952 | 257'000    |            | Fürstentum Liechtenstein                         |
| 11. OLMA | 1953 | 275'000    |            | St. Gallen                                       |
| 12. OLMA | 1954 | 256'000    |            |                                                  |
| 13. OLMA | 1955 | 283'000    |            | Uri, Schwyz, Nidwalden und Obwalden              |
| 14. OLMA | 1956 | 290'000    |            |                                                  |
| 15. OLMA | 1957 | 292'000    |            |                                                  |
| 16. OLMA | 1958 | 280'000    |            | Appenzell Ausserrhoden und Appenzell Innerrhoden |
| 17. OLMA | 1959 | 294'000    |            |                                                  |
| 18. OLMA | 1960 | 308'000    |            |                                                  |
| 19. OLMA | 1961 | 325'000    |            | Glarus                                           |
| 20. OLMA | 1962 | 327'000    |            | Uri, Schwyz, Nidwalden und Obwalden              |
| 21. OLMA | 1963 | 326'000    |            |                                                  |
| 22. OLMA | 1964 | 333'000    |            | Fürstentum Liechtenstein                         |
| 23. OLMA | 1965 | 362'000    |            |                                                  |
| 24. OLMA | 1966 | 365'000    |            | USA                                              |
| 25. OLMA | 1967 | Unbekannt  |            | Waadt                                            |
| 27. OLMA | 1969 |            |            | Wallis                                           |
| 28. OLMA | 1970 |            |            | Schaffhausen                                     |
| 29. OLMA | 1971 |            |            | Aargau                                           |
| 30. OLMA | 1972 | 401'000    |            | Thurgau                                          |
| 31. OLMA | 1973 | 400'000    |            | Tessin                                           |
| 32. OLMA | 1974 | 403'000    |            | Graubünden                                       |
| 33. OLMA | 1975 | 404'000    |            | Glarus und Freistaat Bayern (Deutschland)        |
| 34. OLMA | 1976 | 415'000    |            | Zürich                                           |
| 35. OLMA | 1977 | 414'000    |            | Appenzell Ausserrhoden und Appenzell Innerrhoden |
| 36. OLMA | 1978 | 407'000    |            | Genf                                             |
| 37. OLMA | 1979 | 440'000    |            | Fürstentum Liechtenstein                         |
| 38. OLMA | 1980 | 435'000    | 750        | Uri, Schwyz, Nidwalden und Obwalden              |
| 39. OLMA | 1981 | 435'000    | 750        | Schaffhausen                                     |
| 40. OLMA | 1982 | 452'000    |            | Basel-Stadt und Basel-Landschaft                 |
| 41. OLMA | 1983 | 450'000    |            | Thurgau                                          |
| 42. OLMA | 1984 | 426'000    |            | Bern                                             |
| 43. OLMA | 1985 | 436'000    |            | Graubünden                                       |
| 44. OLMA | 1986 | 425'000    |            | Freiburg                                         |
| 45. OLMA | 1987 | 430'000    |            | Glarus und Zug                                   |
| 46. OLMA | 1988 | 431'000    |            | Solothurn                                        |
| 47. OLMA | 1989 | 434'000    | 593        | Appenzell Ausserrhoden und Appenzell Innerrhoden |
| 48. OLMA | 1990 | 425'000    | 598        | Luzern                                           |
| 49. OLMA | 1991 | 400'000    | 608        | St. Gallen                                       |
| 50. OLMA | 1992 | 416'000    | 589        | Neuenburg                                        |
| 51. OLMA | 1993 | 420'000    | 602        | Fürstentum Liechtenstein                         |
| 52. OLMA | 1994 | 416’000    | 620        | Aargau                                           |
| 53. OLMA | 1995 | 400’000    | 620        | Schaffhausen                                     |
| 54. OLMA | 1996 | 389’000    | 611        | Wallis                                           |
| 55. OLMA | 1997 | 376’000    | 594        | Baden-Württemberg (Deutschland)                  |
| 56. OLMA | 1998 | 383'000    | 589        | Thurgau                                          |
| 57. OLMA | 1999 | 381'000    | 596        | Stadt St. Gallen                                 |
| 58. OLMA | 2000 | 398'000    | 590        | Zürich                                           |
| 59. OLMA | 2001 | 357'000    | 570        | Expo.02 (Schweizerische Landesausstellung)       |
| 60. OLMA | 2002 | 371’000    | 596        | Region Ligurien (Italien)                        |
| 61. OLMA | 2003 | 385’000    | 635        | Graubünden                                       |
| 62. OLMA | 2004 | 384'000    | 632        | Tessin                                           |
| 63. OLMA | 2005 | 371'000    | 637        | Genf                                             |
| 64. OLMA | 2006 | 398'500    | 646        | Appenzell Ausserrhoden und Appenzell Innerrhoden |
| 65. OLMA | 2007 | 386'000    | 645        | Uri, Schwyz, Nidwalden und Obwalden              |
| 66. OLMA | 2008 | 378'000    | 645        | Waadt                                            |
| 67. OLMA | 2009 | 385'000    | 662        | Südtirol und Trentino (Italien)                  |
| 68. OLMA | 2010 | 370'000    | 662        | Basel-Stadt, Basel-Landschaft und Jura           |
| 69. OLMA | 2011 | 380'000    | 651        | Bern                                             |
| 70. OLMA | 2012 | 390'000    | 642        | Zug und Glarus                                   |
| 71. OLMA | 2013 | 380'000    | 630        | Solothurn                                        |
| 72. OLMA | 2014 | 375'000    | 624        | Luzern                                           |
| 73. OLMA | 2015 | 375'000    | 623        | Aargau                                           |
| 74. OLMA | 2016 | 365'000    | 621        | Fürstentum Liechtenstein                         |
| 75. OLMA | 2017 | 365'000    | 610        | Thurgau                                          |
| 76. OLMA | 2018 | 350'000    | 612        | Fête des Vignerons                               |
| 77. OLMA | 2019 | 360'000    | 600        | Schweizer Volkskultur                            |
| 78. OLMA | 2021 | 220'000    | 350        | Schaffhausen                                     |
| 79. OLMA | 2022 | 320'000    | 502        | Graubünden                                       |
| 80. OLMA | 2023 | 330'000    | 563        | Zürich                                           |
| 81. OLMA | 2024 | 340'000    | 620        | St. Gallen 2                                     |
| 82. OLMA | 2025 |            |            | Wallis                                           |

Quellen: Olmapedia Chronik, Casagrande, Seite 27

## Säulirennen
Besonders beliebt bei den Besuchern ist das traditionnelle «Säulirennen», bei dem trainierte Säue in einer Arena mit 3'000 Zuschauern um die Wette rennen. Da die Renn-Mäntel die männlichen Säue am Bauch kitzeln, nehmen nur weibliche Säue am Rennen teil. Auf das Rennen konnten bisher Wetten abgeschlossen werden. Im Herbst 2021 reichte jedoch die interkantonale Geldspielaufsicht (Gespa) einen Rekurs gegen die Verfügung der Stadtpolizei St. Gallen ein, mit welcher Wetten auf das Säulirennen bewilligt wurden. Die Gespa hielt fest, dass es sich bei diesen Anlässen nicht um Sportereignisse handle, weshalb die Bewilligung für diese Wetten gegen das Bundesgesetz über Geldspiele (BGS) verstosse.

## Trivia
Das Messegelände wird vom Rosenbergtunnel (A1) unterquert. Der Plan zum Bau einer dritten Röhre (frühestens ab 2025) betrifft die Halle 9 direkt, die infolge teilweise oder komplett zurückgebaut werden soll.